# Pegomya variegata
Pegomya variegata är en tvåvingeart som först beskrevs av Huckett 1939.  Pegomya variegata ingår i släktet Pegomya och familjen blomsterflugor. Inga underarter finns listade i Catalogue of Life.